# Haluska Imre
Haluska Imre (1951. április 19. – 2022. július 2.)(k. n.) hivatásos magyar előadóművész, DJ, rádiós műsorvezető-szerkesztő, zenei szakíró.
Iskoláit is a fővárosban végezte, majd sorkatonai szolgálata letöltése után, 1972-ben megnősült. Ekkor autóbusz-vezetőként dolgozott a Volán 20-as vállalatnál. 1985-ben újra nősült, és ebben az évben született meg első gyermeke, Enikő.

## Szakmai pályafutása
Munkája mellett az 1970-es évek elején amatőr zenekarokban gitározott és énekelt (Szinkron, Délibáb, Stars). A zenélésből „kiöregedve” érdeklődése az akkoriban éledező diszkó irányába fordult, végigjárta a szamárlétrát: a LIME-engedélytől indulva eljutott az A-kategóriáig.
Házigazdája volt a Kisbagi Csárda "IMI DISCO PARTY"-jának – amely az ország első, kifejezetten diszkó céljára épített építménye volt. Később a hatvani Zöldfa-diszkó műsorvezetőjeként tevékenykedett. 1985-től a Hölzer Tamás által szerkesztett "Disco Info" munkatársaként írt hiánypótló cikkeket – elsősorban az euro- és italo-disco szakértőjeként. 1980-tól szerkesztette és tett közzé a hazai diszkósok szavazatai alapján készült "DISCO 50" slágerlistát.
1986-tól járt rendszeresen Olaszországba (elsősorban Milánóba), új diszkólemezekért. Ennek (és szakmai munkájának) következtében került a Magyar Rádióba, Hölzer Tamás ajánlásának köszönhetően. Komjáthy György mellett dolgozott, egy évtizeden keresztül vezette a Pillantás az európai diszkókba műsort, de vissza-visszatérő vendége volt az Éjszakai Koktél és a Vasárnapi Koktél című Komjáthy-műsoroknak is. Műsoraiban szerepeltetett új, fiatal tehetségeket is (pl. Kiss György, Mátay Balázs – Fehérvár Rádió; Gusztafik Tibor – Radír Rádió; Jónás Péter – Dió Rádió).
Közben tagja lett az Országos Szórakoztatózenei Központ diszkós vizsgabizottságának, ahol olyanokkal dolgozott együtt, mint Hölzer Tamás, B. Tóth László, Arató András, Keresztes Tibor „Cintula”, Dévényi Tibor, Cserhalmi György, Szever Pál, Fehérvári "Csákó-Mákó" Zsolt, Tóth Csaba "MC Tocsa", Gazdag György, Bakai Mátyás stb. 1991-ben hivatásos előadóművészi A-kategóriát szerzett. 1994-től – a Petőfi Rádió mellett – az akkoriban induló kereskedelmi rádiókban is feltűnt szerkesztő-műsorvezetőként. Hallható volt több vidéki rádióban is:
- Duna Rádió (Dunaújváros)
- Fehérvár Rádió (Székesfehérvár)
- Radír Rádió (Tatabánya)
- Rádió Törökszentmiklós
- Infórum Rádió (Vác)
- Sárrét Rádió (Szeghalom)
- Jonatán Rádió (Nyíregyháza)
- Dráva Rádió (Pécs-Eszék)
- Régió Rádió (Hódmezővásárhely)
- Dió Rádió (Gyöngyös)
- Göcsej Rádió (Zalaegerszeg)
- Csaba Rádió (Békéscsaba)
- Sirius Rádió (Kiskunfélegyháza)

Olasz kapcsolatait felhasználva hazai előadókat is segített Olaszországban. Lemezt készíttetett több együttesnek: a Master Voice-nak, az egri Kagee-nek, a szintén egri Wildfowls csapatának. De kijuttatta Olaszországba pl. a Pa-dö-dő, Sipos F. Tamás, Ganxsta Zolee demo-anyagát is.
2000-től kivonult a médiából, azóta üzletemberként dolgozott. 2003-ban nősült ismét újra, 2005-ben született meg második gyermeke, Levente.